# Gladys Spellman

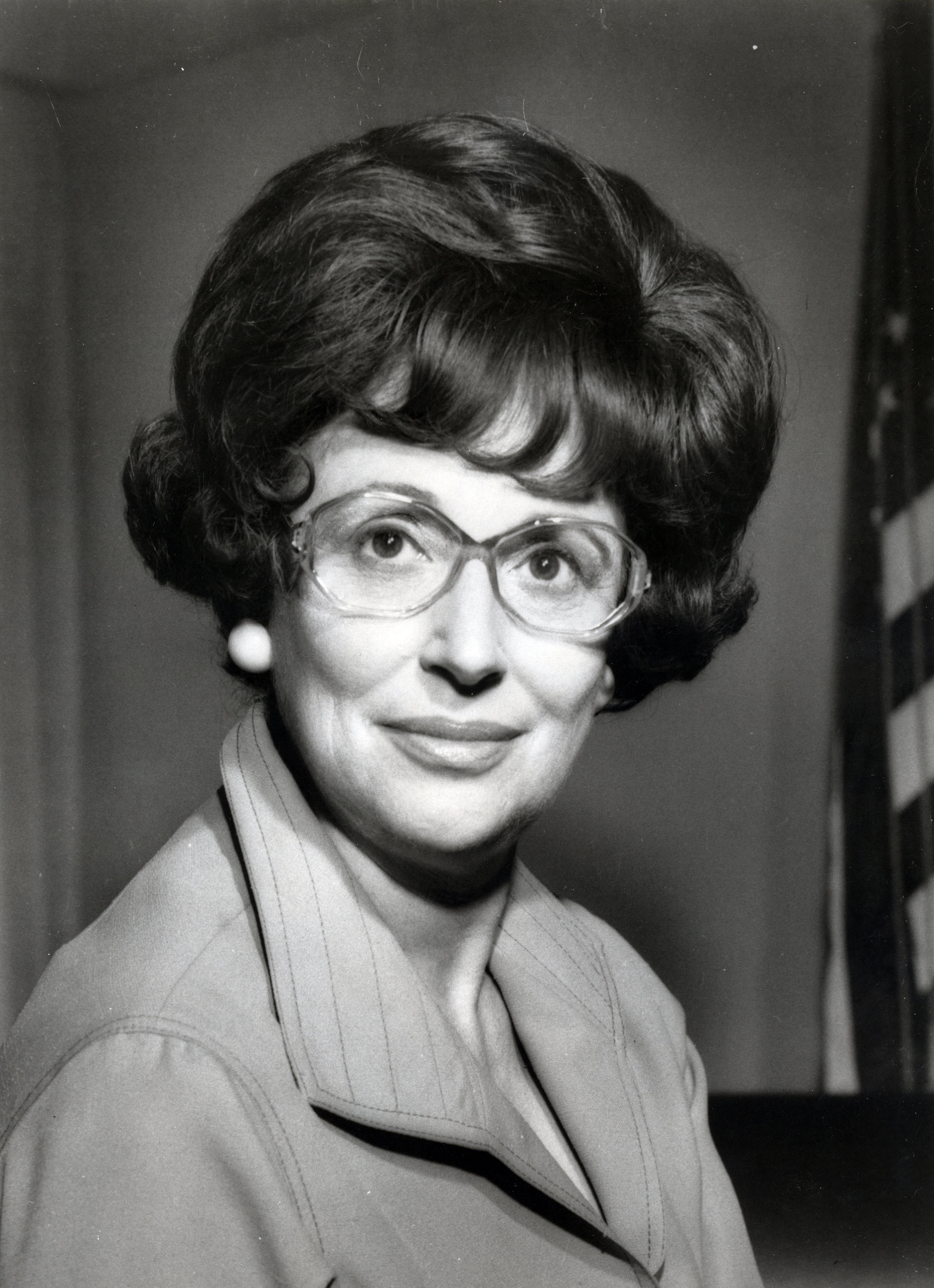
Gladys Spellman

Gladys Noon Spellman (* 1. März 1918 in New York City; † 19. Juni 1988 in Rockville, Maryland) war eine US-amerikanische Politikerin. Zwischen 1975 und 1981 vertrat sie den Bundesstaat Maryland im US-Repräsentantenhaus.

## Werdegang
Gladys Blossom Noon, so ihr Geburtsname, besuchte die öffentlichen Schulen in New York City und Washington, D.C. Danach studierte sie an der George Washington University in Washington. Außerdem besuchte sie eine Schule des Landwirtschaftsministeriums. Danach unterrichtete sie als Lehrerin im Prince George’s County. Gleichzeitig schlug sie als Mitglied der Demokratischen Partei eine politische Laufbahn ein. Zwischen 1962 und 1970 war sie Mitglied im Bezirksrat des Prince George’s County. Im Jahr 1967 wurde sie von Präsident Lyndon B. Johnson in die Beraterkommission für innerstaatliche Beziehungen berufen. 1972 war sie Vorsitzende der Vereinigung aller amerikanischen Countys.
Bei den Kongresswahlen des Jahres 1974 wurde Spellman im fünften Wahlbezirk von Maryland in das US-Repräsentantenhaus in Washington gewählt, wo sie am 3. Januar 1975 die Nachfolge von Lawrence Hogan antrat. Nach drei Wiederwahlen konnte sie bis zum 24. Februar 1981 offiziell im Kongress verbleiben. Während des Wahlkampfs für ihre Wiederwahl erlitt sie am 1. November 1980 einen Schlaganfall, woraufhin sie in ein Koma fiel. Am Wahltag, dem 4. November 1980, wurde sie wiedergewählt. Bald wurde klar, dass sie nicht mehr aus dem Koma erwachen würde. Am 24. Februar 1981 wurde ihr Mandat als unbesetzt erklärt und Nachwahlen ausgeschrieben, die dann Steny Hoyer gewann. Gladys Spellmans Zustand zog sich noch bis zu ihrem Tod am 19. Juni 1988 hin. Sie wurde auf dem Nationalfriedhof Arlington in Virginia beigesetzt. Mit ihrem Mann Reuben Spellman hatte sie drei Kinder.